# Lijst van Stolpersteine in Berkelland
De Lijst van Stolpersteine in Berkelland geeft een overzicht van de gedenkstenen die in de gemeente Berkelland in de Nederlandse provincie Gelderland zijn geplaatst in het kader van het Stolpersteine-project van de Duitse beeldhouwer-kunstenaar Gunter Demnig.
Stolpersteine zijn opgedragen aan slachtoffers van het nationaalsocialisme, al diegenen die zijn vervolgd, gedeporteerd, vermoord, gedwongen te emigreren of tot zelfmoord gedreven door het nazi-regime. Demnig legt voor elk slachtoffer een aparte steen, meestal voor de laatste zelfgekozen woning.
Omdat het Stolpersteine-project doorloopt, kan deze lijst onvolledig zijn.

## Stolpersteine
In de gemeente Berkelland liggen 101 Stolpersteine: een in Beltrum, 72 in Borculo, dertien in Eibergen, zes in Geesteren, zeven in Neede en twee in Ruurlo.

### Beltrum
In Beltrum ligt een Stolperstein.
| Afbeelding | Inscriptie                                                                                  | Adres         | Herdachte persoon              |
| ---------- | ------------------------------------------------------------------------------------------- | ------------- | ------------------------------ |
|            | HIER WOONDE BERNARD LUTTIKHOLT GEB. 1907 GEARRESTEERD 1944 VERZET VERMOORD 7.12.1944 MEPPEN | Helbargsweg 2 | Bernard Luttikholt (1907-1944) |

### Eibergen
In Eibergen liggen dertien Stolpersteine op vijf adressen.
| Afbeelding | Inscriptie | Adres                 | Herdachte persoon                    |
| ---------- | --- | --------------------- | ------------------------------------ |
|            | HIER VERBLEEF BETTUS VAN GELDER GEB. 1915 GEDEPORTEERD 1943 UIT WESTERBORK VERMOORD 9-7-1943 SOBIBOR          | Kleine Hagen 1        | Bettus van Gelder (1915-1943)        |
|            | HIER WOONDE ABRAHAM SALOMON HERSCHEL GEB. 1912 GEDEPORTEERD 1943 UIT WESTERBORK VERMOORD 21-2-1945 BUCHENWALD | Grotestraat 66        | Abraham Salomon Herschel (1912-1945) |
|            | HIER WOONDE ELEAZAR HERSCHEL GEB. 1915 GEDEPORTEERD 1942 UIT WESTERBORK VERMOORD 21-5-1943 SOBIBOR            | Grotestraat 66        | Eleazar Herschel (1915-1943)         |
|            | HIER WOONDE HARTOG HERSCHEL GEB. 1910 GEDEPORTEERD 1942 UIT WESTERBORK VERMOORD 7-2-1945 MIDDEN-EUROPA        | Grotestraat 66        | Hartog Herschel (1910-1945)          |
|            | HIER WOONDE LEVIE HERSCHEL GEB. 1883 GEDEPORTEERD 1942 UIT WESTERBORK VERMOORD 8-10-1942 AUSCHWITZ            | Grotestraat 66        | Levie Herschel (1883-1942)           |
|            | HIER WOONDE AALTJE HERSCHEL-MAAS GEB. 1879 GEDEPORTEERD 1942 UIT WESTERBORK VERMOORD 8-10-1942 AUSCHWITZ      | Grotestraat 66        | Aaltje Herschel-Maas (1879-1945)     |
|            | HIER WOONDE ABRAHAM BERNARD MAAS GEB. 1910 GEDEPORTEERD 1943 UIT WESTERBORK VERMOORD 9-4-1943 SOBIBOR         | Kerkstraat 9          | Abraham Bernard Maas (1910-1943)     |
|            | HIER WOONDE HERMAN MAAS GEB. 1921 GEDEPORTEERD 1943 UIT WESTERBORK VERMOORD 2-2-1945 EXT. KOM. WEIMAR         | Kerkstraat 9          | Herman Maas (1921-1945)              |
|            | HIER WOONDE MIETJE MAAS-HERSCHEL GEB. 1886 GEDEPORTEERD 1943 UIT WESTERBORK VERMOORD 9-4-1943 SOBIBOR         | Kerkstraat 9          | Mietje Maas-Herschel (1886-1943)     |
|            | HIER WOONDE LEONARDUS MENCO GEB. 1896 GEDEPORTEERD 1943 UIT WESTERBORK VERMOORD 9-4-1943 SOBIBOR              | J.W. Hagemanstraat 37 | Leonardus Menco (1896-1943)          |
|            | HIER WOONDE SALOMON ABRAHAM MENCO GEB. 1932 GEDEPORTEERD 1943 UIT WESTERBORK VERMOORD 9-4-1943 SOBIBOR        | J.W. Hagemanstraat 37 | Salomon Abraham Menco (1932-1943)    |
|            | HIER WOONDE MICHIEL VAN THIJN GEB. 1871 GEDEPORTEERD 1942 UIT WESTERBORK VERMOORD 8-10-1942 AUSCHWITZ         | Grotestraat 66        | Michiel van Thijn (1871-1942)        |
|            | HIER WOONDE BETJE ZION-GANS GEB. 1877 GEDEPORTEERD 1943 UIT WESTERBORK VERMOORD 23-4-1943 SOBIBOR             | J.W. Hagemanstraat 29 | Betje Zion-Gans (1877-1943)          |

### Geesteren
In Geesteren liggen zes Stolpersteine op een adres.
| Afbeelding | Inscriptie | Adres   | Herdachte persoon                    |
| ---------- | --- | ------- | ------------------------------------ |
|            | HIER WOONDE BERNARD MEIJERS GEB. 1886 GEARRESTEERD SEPT. 1942 GEDEPORTEERD UIT WESTERBORK VERMOORD 12-10-1942 AUSCHWITZ          | Esweg 3 | Bernard Meijers (1886-1942)          |
|            | HIER WOONDE HENRI MEIJERS GEB. 1925 GEARRESTEERD SEPT. 1942 GEDEPORTEERD UIT WESTERBORK VERMOORD 31-1-1943 AUSCHWITZ             | Esweg 3 | Henri Meijers (1925-1943)            |
|            | HIER WOONDE MANUEL MEIJERS GEB. 1918 GEARRESTEERD SEPT. 1942 GEDEPORTEERD UIT WESTERBORK VERMOORD 31-1-1943 AUSCHWITZ            | Esweg 3 | Manuel Meijers (1918-1943)           |
|            | HIER WOONDE PHILIP LEVIE MEIJERS GEB. 1919 GEARRESTEERD SEPT. 1942 GEDEPORTEERD UIT WESTERBORK VERMOORD 31-1-1943 AUSCHWITZ      | Esweg 3 | Philip Levie Meijers (1919-1943)     |
|            | HIER WOONDE SOFIA MEIJERS-VAN GELDER GEB. 1916 GEARRESTEERD SEPT. 1942 GEDEPORTEERD UIT WESTERBORK VERMOORD 12-10-1942 AUSCHWITZ | Esweg 3 | Sofia Meijers-van Gelder (1916-1942) |
|            | HIER WOONDE EVA MEIJERS-SALOMONS GEB. 1889 GEARRESTEERD SEPT. 1942 GEDEPORTEERD UIT WESTERBORK VERMOORD 12-10-1942 AUSCHWITZ     | Esweg 3 | Eva Meijers-Salomons (1889-1942)     |

### Neede
In Neede liggen zeven Stolpersteine op twee adressen.
| Afbeelding | Inscriptie                                                                                   | Adres             | Herdachte persoon                    |
| ---------- | -------------------------------------------------------------------------------------------- | ----------------- | ------------------------------------ |
|            | HIER WOONDE ABRAHAM GROONHEIM GEB. 1900 GEDEPORTEERD 1944 VERMOORD 21.5.1945 AUSCHWITZ       | Ruwenhofstraat 11 | Abraham Groonheim (1900-1945)        |
|            | HIER WOONDE HARTOG PHILIP GEB. 1917 GEDEPORTEERD 1943 VERMOORD 13.3.1943 SOBIBOR             | Ruwenhofstraat 11 | Hartog Philip (1917-1943)            |
|            | HIER WOONDE ISRAEL PHILIP GEB. 1876 GEDEPORTEERD 1943 VERMOORD 13.3.1943 SOBIBOR             | Ruwenhofstraat 11 | Israel Philip (1876-1943)            |
|            | HIER WOONDE JOHANNA BERTHA PHILIP GEB. 1919 GEDEPORTEERD 1943 VERMOORD 13.3.1943 SOBIBOR     | Ruwenhofstraat 11 | Johanna Bertha Philip (1919-1943)    |
|            | HIER WOONDE SALOMON DE VRIES GEB. 1872 GEDEPORTEERD 1943 VERMOORD 14.5.1943 SOBIBOR          | Nieuwstraat 21    | Salomon de Vries (1872-1943)         |
|            | HIER WOONDE LENA DE VRIES- GOTTSCHALK GEB. 1870 GEDEPORTEERD 1943 VERMOORD 14.5.1943 SOBIBOR | Nieuwstraat 21    | Lena de Vries-Gottschalk (1870-1943) |
|            | HIER WOONDE JET PHILIP- ZALIGMAN GEB. 1879 GEDEPORTEERD 1943 VERMOORD 13.3.1943 SOBIBOR      | Ruwenhofstraat 11 | Jet Philip-Zaligman (1979-1943)      |

### Ruurlo
In Ruurlo liggen twee Stolpersteine op twee adressen.
| Afbeelding | Inscriptie | Adres          | Herdachte persoon                 |
| ---------- | --- | -------------- | --------------------------------- |
|            | HIER WOONDE JEANETTE DE VRIES GEB. 1903 GEÏNTERNEERD 22-4-1943 GEDEPORTEERD 3-6-1944 UIT VUGHT VERMOORD 9-6-1944 AUSCHWITZ | Domineesteeg 4 | Jeanette de Vries (1903-1941)     |
|            | HIER WOONDE SALOMON ISRAËL WIJLER GEB. 1912 GEARRESTEERD 8-10-1941 RUURLO VERMOORD 30-10-1941 MAUTHAUSEN                   | Dorpsstraat 1  | Salomon Israël Wijler (1912-1941) |

## Data van plaatsingen
- 26 juli 2011: Borculo: 28 Stolpersteine op Hofstraat 7 en 9 en 13, Lange Wal 20, Muraltplein 12-14 en 35 en 44 en 45 en 57
- 3 mei 2013: Beltrum, een Stolperstein op Helbargsweg 2
- 30 april 2018: Borculo, veertien Stolpersteine
- 14 oktober 2018: Eibergen, dertien Stolpersteine op Grotestraat 66, J.W. Hagemanstraat 29 en 37, Kerkstraat 9, Kleine Hagen 1,
- 24 september 2021: Neede, zeven Stolpersteine op Nieuwstraat 21, Ruwenhofstraat 11
- 16 februari 2022: Geesteren, zes Stolpersteine op Esweg 3
- 18 april 2023: Ruurlo, twee Stolpersteine op Domineesteeg 4, Dorpsstraat 1